# Rimini (film)
Pour les articles homonymes, voir Rimini (homonymie).
 (janvier 2022).
Si vous disposez d'ouvrages ou d'articles de référence ou si vous connaissez des sites web de qualité traitant du thème abordé ici, merci de compléter l'article en donnant les références utiles à sa vérifiabilité et en les liant à la section « Notes et références ».
Pour plus de détails, voir Fiche technique et Distribution.
Rimini est un film multinational réalisé par Ulrich Seidl, sorti en 2022.

## Fiche technique
Sauf indication contraire, les informations mentionnées dans cette section peuvent être confirmées par la base de données cinématographiques IMDb,  présente dans la section « Liens externes ».
- Titre original : Rimini
- Réalisation : Ulrich Seidl
- Scénario : Veronika Franz et Ulrich Seidl
- Musique : Fritz Ostermayer et Herwig Zamernik
- Direction artistique : Attila Plangger
- Costumes : Tanja Hausner
- Photographie : Wolfgang Thaler
- Montage : Monika Willi
- Pays de production :  Autriche,  Allemagne et  France
- Format : couleurs
- Langue originale : allemand, italien, anglais
- Genre : drame
- Dates de sortie :
  - Allemagne : 11 février 2022 (Berlinale 2022)
  - Autriche : 8 avril 2022
  - Allemagne : 6 octobre 2022

## Distribution
- Hans-Michael Rehberg : le père
- Michael Thomas : Ritchie
- Georg Friedrich : Ewald
- Claudia Martini :
- Natalya Baranova : Krankenpflegerin
- Silvana Sansoni : Witwe
- Rosa Schmidl :
- Inge Maux :

## Distinction

### Sélection
- Berlinale 2022 : en compétition officielle